# Héctor Guerra García
|  | «Héctor Guerra» redirigeix aquí. Vegeu-ne altres significats a «Héctor Guerra (cantant)». |

Héctor Guerra García (Madrid, 6 d'agost de 1978) és un ciclista i triatleta espanyol.
Com a ciclista fou professional entre el 2003 i el 2009. Del seu palmarès destaca la Volta a l'Alentejo i el Trofeu Joaquim Agostinho. El setembre de 2009 es va informar que havia donat positiu en EPO CERA, juntament amb els seus companys d'equip Nuno Ribeiro i Isidro Nozal, durant la disputa de la Volta a Portugal. Va ser sancionat amb dos anys.
Va tornar a la competició el 2011, però dedicant-se al triatló.

## Palmarès
- 2002
  - 1r a la Volta a Tarragona
  - 1r a la Volta a Castelló
  - Vencedor d'una etapa a la Volta a Salamanca
- 2007
  - 1r a la Clàssica als Ports de Guadarrama
  - Vencedor d'una etapa a la Volta a Portugal
- 2008
  - 1r al Gran Premi de Laudio
  - 1r a la Volta a l'Alentejo i vencedor d'una etapa
  - Vencedor d'una etapa a la Volta a Portugal
- 2009
  - 1r al Trofeu Joaquim Agostinho i vencedor de 2 etapes
  - 1r a la Volta a la Comunitat de Madrid i vencedor d'una etapa
  - Vencedor d'una etapa a la Volta a Astúries
  - Vencedor d'una etapa a la Volta a l'Alentejo